# Gerbillus gerbillus
Espèce
Statut de conservation UICN

 LC  : Préoccupation mineure
Répartition géographique
Gerbillus gerbillus ou Gerbillus (Gerbillus) gerbillus est une espèce qui fait partie des rongeurs. C'est une gerbille de la famille des Muridés.
En français elle est appelée de divers noms vernaculaires : Petite gerbille du sable (ou de sable),,, Petite gerbille d'Égypte, Petite gerbille du Sahara ou encore, plus simplement, Petite gerbille. L'espèce fréquente les régions désertes et semi-désertiques du nord de l'Afrique.
Ne pas confondre cette espèce avec la Petite gerbille à queue courte.